# 夏尔巴语
夏尔巴语是喜马拉雅山麓的夏尔巴人的母语，其使用范围主要分布在尼泊尔和锡金的夏尔巴人社群，在中国也有少数人使用。根据调查，有200,000名使用者居住在尼泊尔（2001年），20,000名使用者在锡金（1997年），另有800人居住在中国西藏（1994年）。
夏尔巴语是尼泊尔东部发展区以及印度锡金邦的官方语言之一。它与几热尔语最接近。